# Pristań (obwód swierdłowski)
Pristań (ros. Пристань) – wieś (sieło) w Rosji, w obwodzie swierdłowskim, w rejonie artińskim. W 2010 liczyła 991 mieszkańców.